# Massacre de Malmedy
O Massacre de Malmedy foi um crime de guerra onde 84 prisioneiros de guerra norte-americanos foram assassinados por tropas alemãs durante a Segunda Guerra Mundial. O massacre aconteceu em 17 de dezembro de 1944, por membros da Kampfgruppe Peiper (subordinada à 1ª Divisão Panzer da SS), uma unidade de combate nazista, durante a Batalha das Ardenas.
O massacre, assim como outros perpetrados naquele dia ou nos dias seguintes, foram levados a corte no chamado Julgamento do Massacre de Malmedy, como parte do Julgamento de Dachau em 1946. O processo judicial levado a cabo por juízes e advogados dos Aliados foi controverso, com muitos oficiais alemães sendo condenados sem evidências claras. No total, foram 73 condenações.

## Fotos do massacre

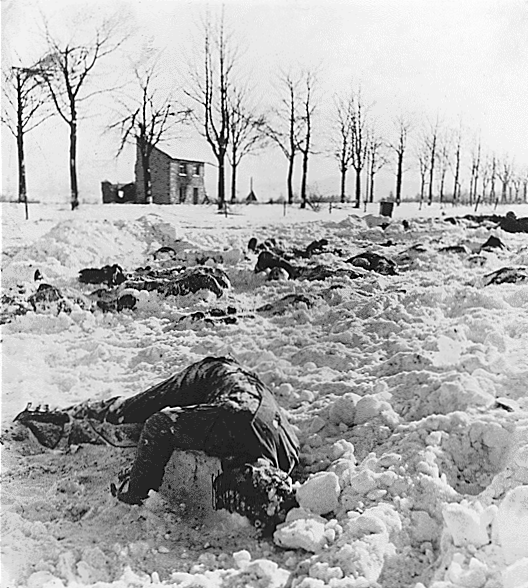
Soldados americanos assassinados em Malmedy em 14 de janeiro de 1945.
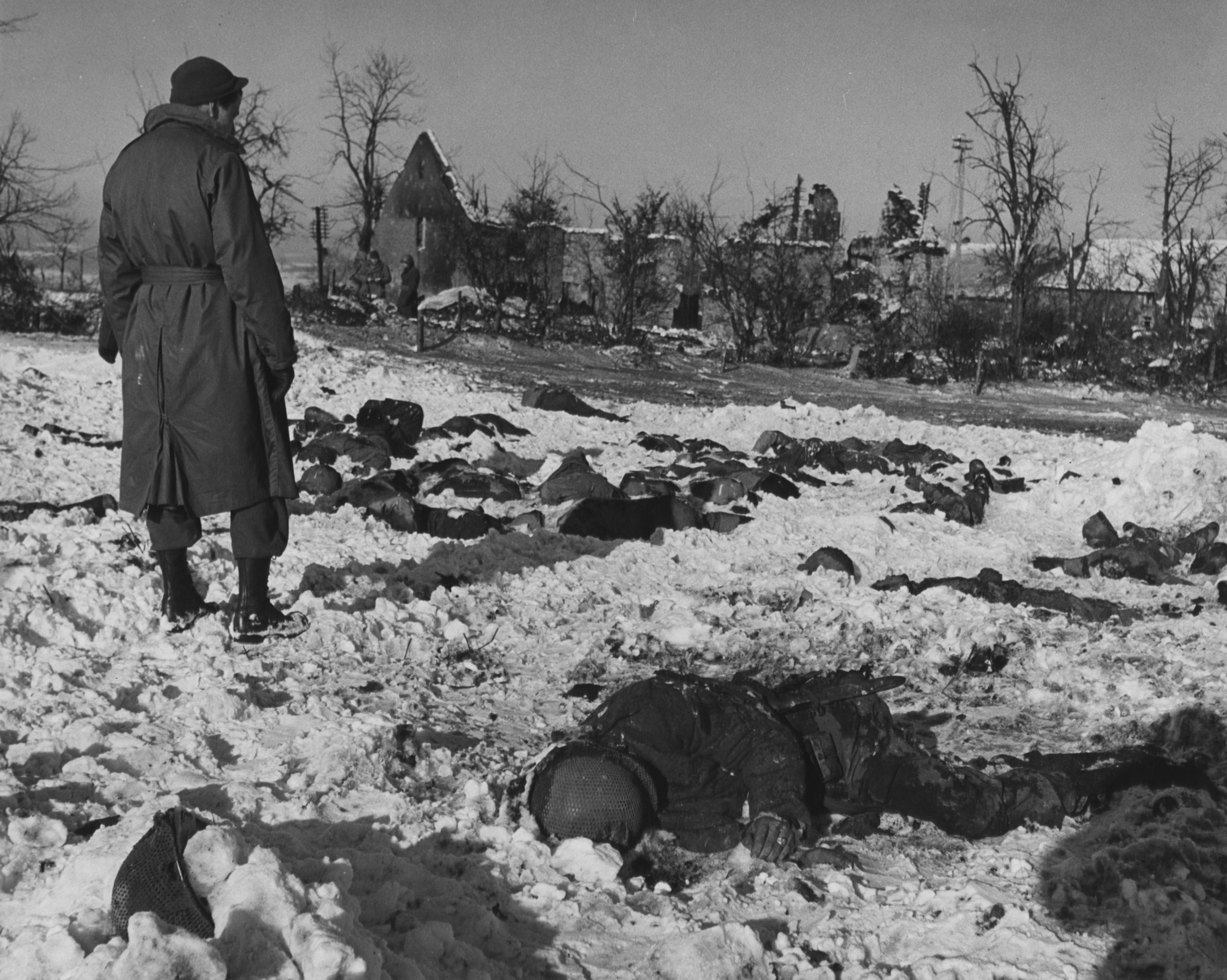
Foto feita após o massacre.
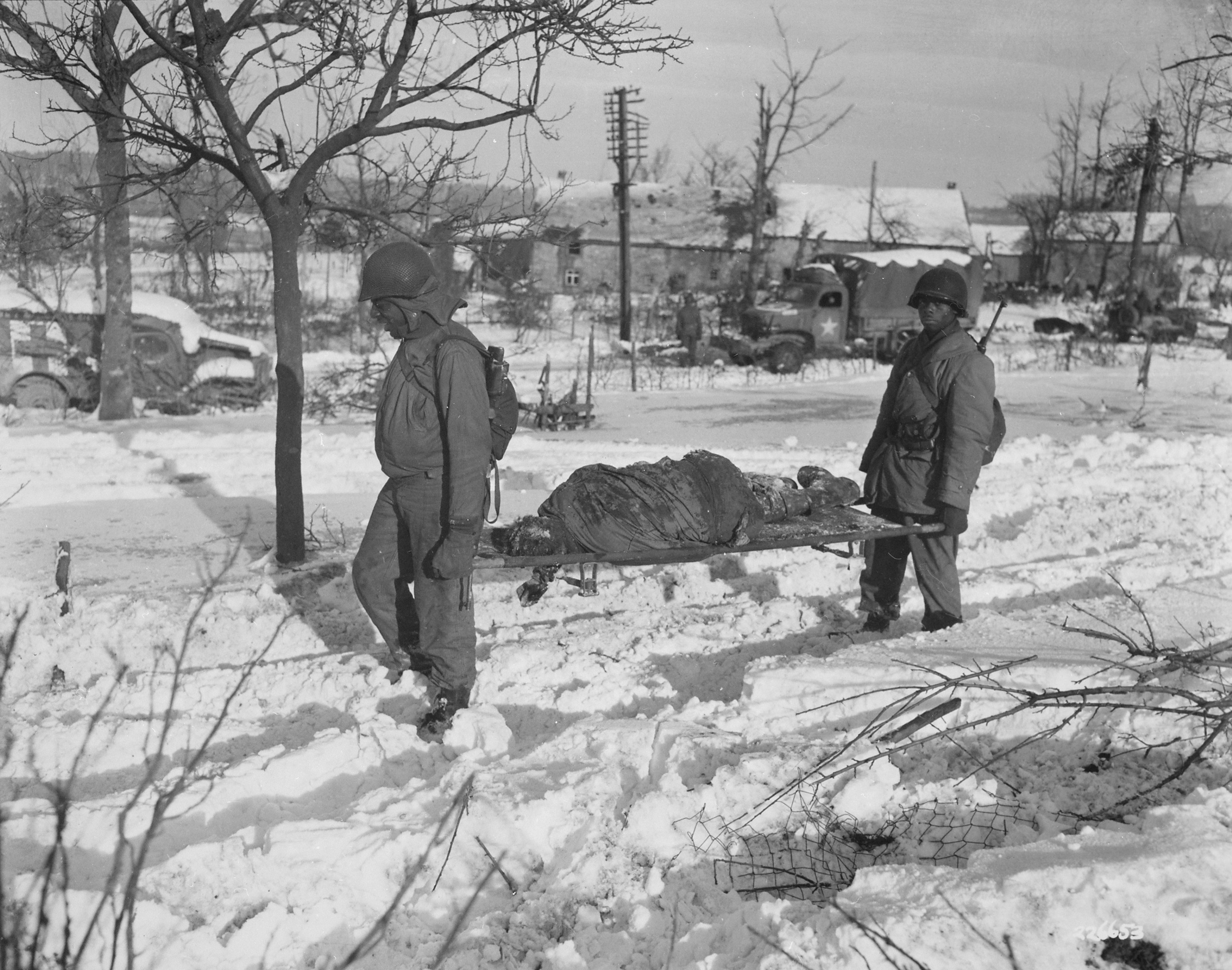
Corpos sendo levados de Malmedy, onde ocorreram as autópsias, em 14 de janeiro de 1945.
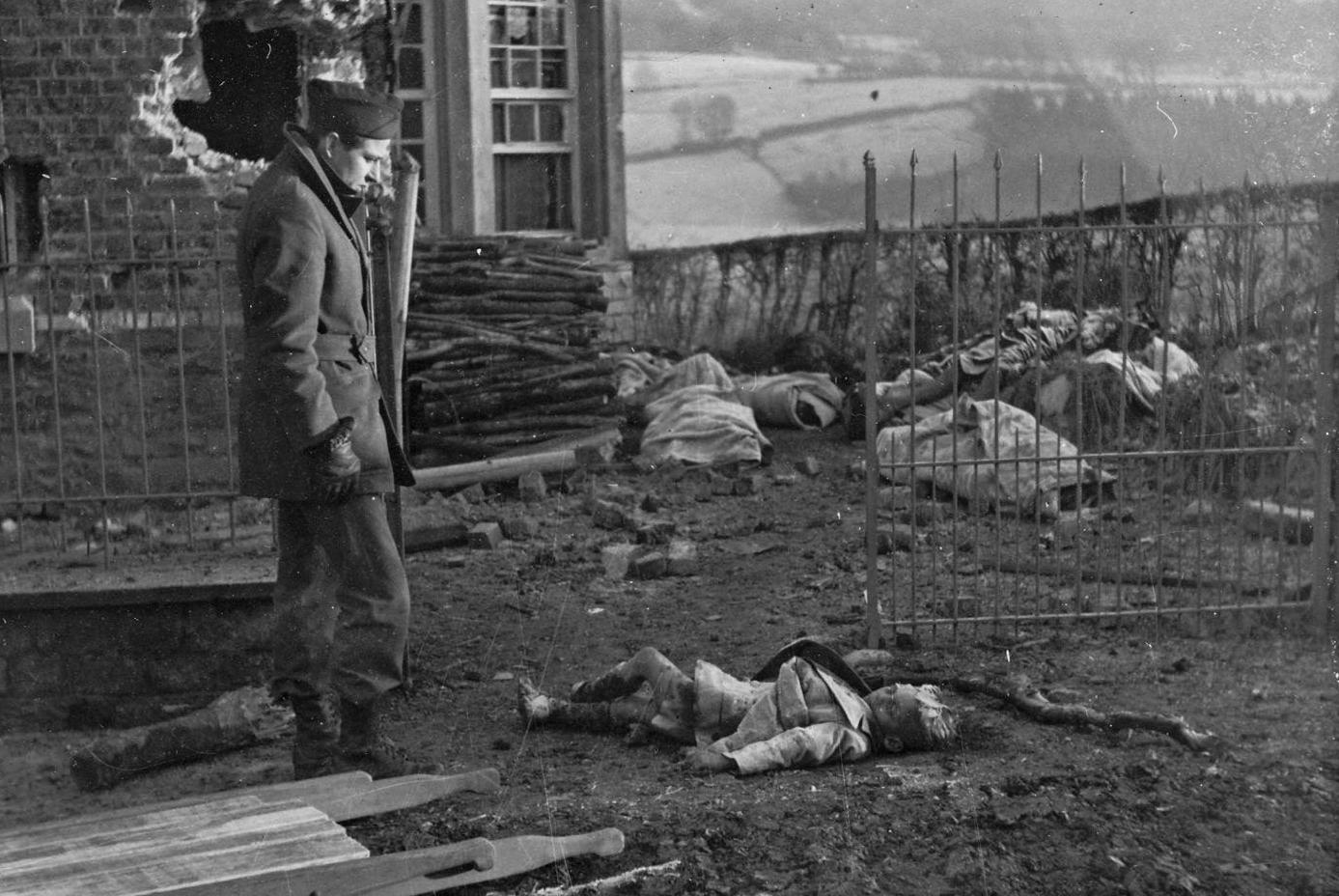
O correspondente de guerra, Jean Marin, olha o corpo de pessoas massacradas na casa de Legaye em Stavelot, Bélgica.